# 角突刺剑水蚤
角突刺剑水蚤（学名：Acanthocyclops thomasi）为剑水蚤科刺剑水蚤属的动物。分布于德国、英国、美国以及中国大陆的福建、陕西、河北、黑龙洒、内蒙古、新疆等地，主要生活于各种不同类型的小型水域中以及湖泊的沿岸带及间歇性的水域中。